# Jaime de Foxá
Jaime de Foxá y Torroba (Madrid, 5 de septiembre de 1913-Toledo, 27 de enero de 1976) fue un ingeniero de montes, escritor, deportista y político español, gobernador civil de Toledo entre 1972 y 1976 y procurador en las Cortes franquistas. Ostentó el título nobiliario de conde de Rocamartí.

## Biografía
Nacido en Madrid el 5 de septiembre de 1913, era ingeniero de montes de profesión. Miembro de Falange Española desde 1933, tuvo el carnet número 38 de la organización. Tras el final de la guerra civil, desempeñó el cargo de jefe provincial en Madrid de FET y de las JONS, además de teniente de alcalde del Ayuntamiento de Madrid y diputado de la Diputación Provincial de Madrid (designado en representación del Ayuntamiento de Madrid). Fue procurador de la primera legislatura de las Cortes franquistas entre 1943 y 1946; el Sindicato Nacional de la Madera y del Corcho tenía derecho a tres procuradores en el organismo, y Foxá fue elegido procurador por este en la rama técnica. Fue miembro de la Junta Nacional de la Hermandad de Alféreces Provisionales.
Hermano del poeta Agustín de Foxá, Jaime de Foxá también se dedicó a la literatura, y en 1951 publicó Marea Verde, una novela distópica que anticipa las preocupaciones ecologistas y el conservacionismo, y en 1960 Solitario, una novela prologada por Manuel Halcón e ilustrada por el conde de Yebes sobre un jabalí narrada por el propio jabalí.
Nombrado gobernador civil de la provincia de Toledo en febrero de 1972, tomó posesión del cargo —así como del de jefe provincial del Movimiento— el día 24 de dicho mes. Presidente de la Federación Española de Caza, subdirector del Instituto Forestal de Investigación y Experiencia, y representante de España en la FAO, fue amigo y valedor del divulgador Félix Rodríguez de la Fuente. Logró el título de campeón de España de esquí de fondo y el subcampeonato de pesca de atún.  El título nobiliario de conde de Rocamartí fue rehabilitado en su persona el 11 de septiembre de 1964. Falleció en Toledo el 27 de enero de 1976.

## Obras
- — (1951). Marea Verde.
- — (1960). Solitario. Andanzas y meditaciones de un jabalí.

## Reconocimientos
- Encomienda con placa de la Orden Imperial del Yugo y las Flechas (1955)[13]
- Gran Cruz (con distintivo blanco) del Mérito Aeronáutico (1975)[14]
- Gran Cruz de la Orden del Mérito Civil (1976, a título póstumo)[15]